# Valea Ursului, Argeș
Valea Ursului este un sat în comuna Bascov din județul Argeș, Muntenia, România. Se află în partea central-vestică a județului, în Podișul Cotmeana. La recensământul din 2011, avea o populație de 908 locuitori.